# Porto Esperidião
Porto Esperidião – miasto i gmina w Brazylii, w stanie Mato Grosso.